# Faune de l'Antarctique
La faune de l'Antarctique se concentre dans presque sa totalité dans les eaux de l'océan Austral et les pourtours côtiers de celui-ci et est quasi inexistante sur l'Inlandsis. Sa biomasse est l'une des plus importantes de la planète. Le krill abonde dans les eaux glacées et sa masse est estimée à 500 millions de tonnes. 300 espèces de poissons y vivent dont le Champsocephalus gunnari, un poisson des glaces. On y observe de nombreux oiseaux estimés à 200 millions d'individus pour 40 espèces dont 4 espèces de manchots qui se regroupent en rookeries. Parmi les Cétacés et les Pinnipèdes, on note 8 espèces dont 4 qui se reproduisent en Antarctique. Le Phoque crabier est le plus représenté avec 15 millions d'individus. 